# Karl Jünemann (Politiker, 1881)

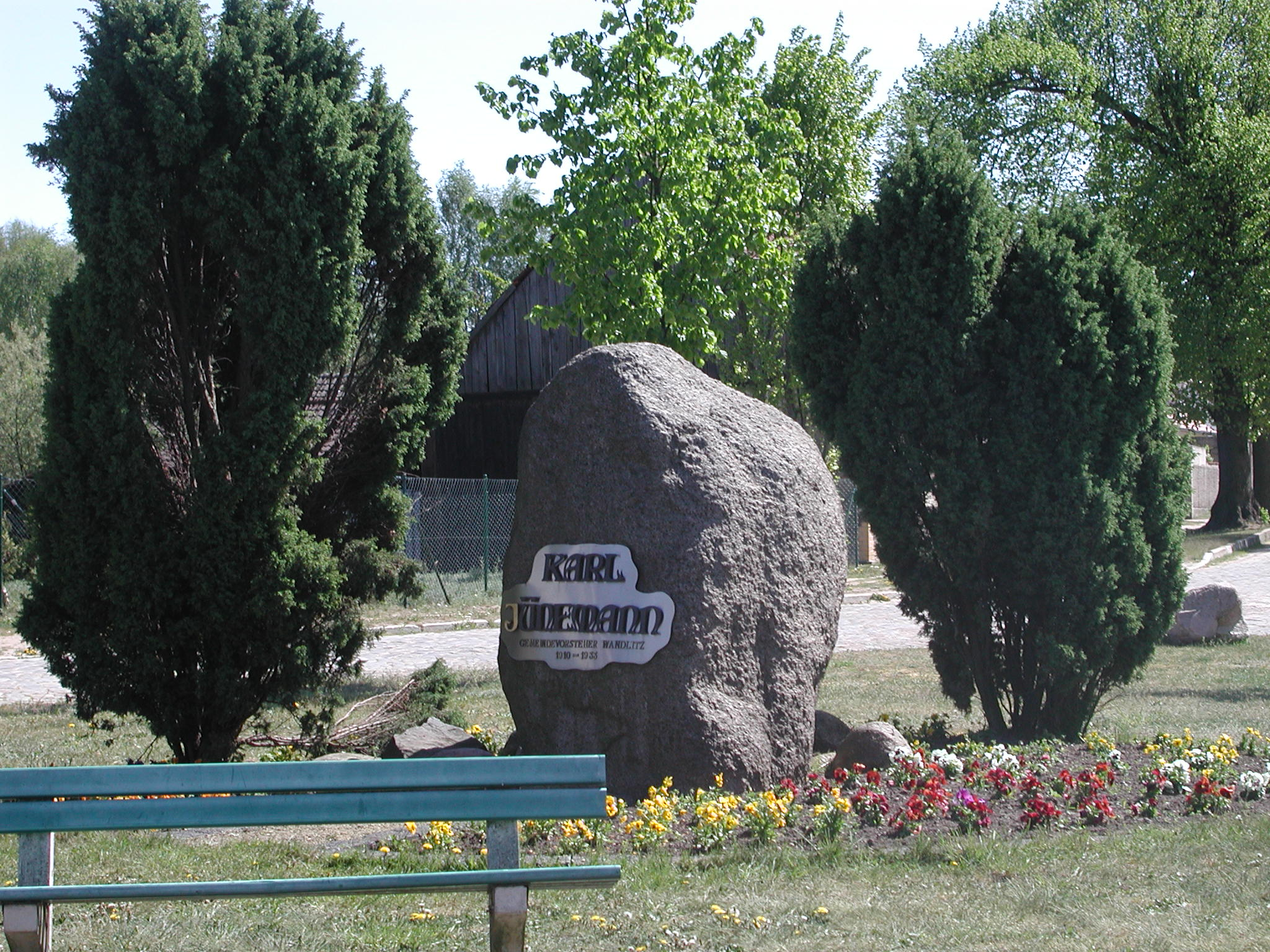
Gedenkstein im Dorf Wandlitz

Karl Jünemann (* 1. Mai 1881 in Jühnde; † 21. Januar 1945 in Eberswalde) war ein langjähriger Kommunalpolitiker in Wandlitz. Er hatte bedeutenden Anteil am wirtschaftlichen Aufschwung des Ortes in den 1920er Jahren.

## Leben und Wirken
Karl August Ferdinand Wilhelm Jünemann war der Sohn des Landwirts Carl Jünemann und dessen Ehefrau Amalie, geb. Untermöhlen. Nach seiner schulischen Ausbildung in Göttingen und dem Besuch der dortigen Handelsschule war Karl Jünemann zunächst beim Magistrat von Göttingen als Volontär tätig. Im Jahr 1900 erhielt Jünemann eine Stelle als Bürohilfsarbeiter bei der Polizeidirektion in Göttingen und blieb dort bis zum 14. Oktober 1906. Erfolgreich bewarb er sich danach als Büroassistent in der Verwaltung der aufstrebenden Gemeinde Weißensee. 
Die Gemeinde Wandlitz hatte zum Jahr 1910 die Stelle eines ersten hauptamtlichen Gemeindevorstehers ausgeschrieben, woraufhin 167 Bewerbungen eingingen. Einer der Bewerber war Karl Jünemann, den der Gemeinderat schließlich auswählte und der am 1. November des gleichen Jahres das Amt antrat. Für seine engagierte Tätigkeit in den ersten Amtsjahren, die ein Stück weit in die Zeit des Ersten Weltkriegs fielen, verlieh ihm die Generalkommission in Angelegenheiten der Königlich Preußischen Orden „auf allerhöchsten Befehl seiner Majestät des Königs“ am 9. Oktober 1917 das Verdienstkreuz für Kriegshilfe. 
Als sich im Jahr 1919 die Dörfer Wandlitz, Basdorf, Klosterfelde, Stolzenhagen und Zühlsdorf zu einem Amtsbezirk zusammenschlossen, wurde Jünemann dessen Amtsvorsteher.
In „seinem“ Ort Wandlitz sorgte Jünemann bald für die Anpflanzung zahlreicher Straßenbäume, die Pflasterung der Hauptstraße, den Bau des Postamts (1929), den Bau des Bahnhofs Wandlitzsee (ab 1925) zur besseren Erschließbarkeit der neuen Villen im Wohnbereich um den Wandlitzer See mit der im Jahr 1905 eröffneten Heidekrautbahn, die Einrichtung des Strandbads, den Bau einer ersten kommunalen Schule, die Gründung der Freiwilligen Feuerwehr am 27. Juni 1911 und ihre Ausstattung mit einem für damalige Verhältnisse modernen Feuerlöschfahrzeug. Weiterhin sind zu nennen die Anlage des kommunalen Friedhofs samt dem Bau der Friedhofskapelle, die Gründung eines Sportvereins mit der Einrichtung des Sportplatzes sowie der Ausbau des Bahnhofs Wandlitz zu einem großen Güterumschlagplatz (ab 1920). Auch die großzügige Erteilung von Schankerlaubnissen (zwischen 1910 und 1930 sind rund 60 Ausflugsgaststätten in Wandlitz entstanden) und vor allem die umfassende Parzellierung von Gemeindeland, wodurch die Siedlungen Glückauf und die Künstlerkolonie Rahmersee entstanden, führten zu einem sprunghaften Anwachsen der Einwohnerzahl des Ortes. Bei seiner Tätigkeit unterstützten ihn drei Personen kräftig: der Landwirt Carl Sommer, Sohn des vorherigen langjährigen Gemeindevorstehers, der Schlossermeister Kurtz und der Kaufmann Franz Perner. 
In einem später von ihm geschriebenen Lebenslauf vermerkte Jünemann seine Erfolge: „In Kürze gelang es mir, den in großem Umfang ausgebrochenen kommunalen Zwist zwischen Alteingesessenen und Ansiedlern zu beseitigen und eine grosse Anzahl dringender kommunaler Aufgaben zu lösen.“
Karl Jünemann, in den 1920er Jahren in die linksliberale Deutsche Demokratische Partei eingetreten, war seit September 1930 für die DDP Mitglied des Kreistages. Er setzte sich dafür ein, dass während der Weimarer Republik und noch Anfang der 1930er Jahre die parlamentarische Demokratie in Wandlitz erhalten blieb. 
Eine 1924 herausgegebene Denkschrift enthält alle Ideen Karl Jünemanns, wie Wandlitz „vor den Toren Berlins“ zu einem attraktiven Luftkurort werden könne. Umsetzen ließ sich davon nur wenig, weil es allerorten an Geld mangelte.
Mitglieder der NSDAP attackierten Jünemanns Ziele und Beschlussvorlagen jedoch zunehmend. Weil ihn außerdem Gesundheitsprobleme plagten, reichte er schließlich im Oktober 1932 einen Antrag auf vorzeitige Pensionierung ein. Die Gemeindevertretung bestätigte diesen Antrag, womit Jünemann im Januar 1933 aus dem Amt ausschied. Die politische Entwicklung verschärfte sich jedoch enorm, sodass ihn ein (namentlich nicht genannter) Wandlitzer Bürger denunzierte; Jünemann hatte im Krämerladen geäußert, Hitler-Anhänger folgten einer Irrlehre. Am 6. Juli 1933 wurde Jünemann verhaftet und im KZ Oranienburg in Schutzhaft genommen. Nach 19 Tagen konnte er das KZ verlassen, wurde jedoch mit seiner Familie aus dem Amtsbezirk Wandlitz verwiesen. Wohin die Jünemanns zogen, ist nicht geklärt. Wegen seines sich ständig verschlechternden Gesundheitszustands, insbesondere litt er unter Verfolgungswahn, kam Karl Jünemann Anfang der 1940er Jahre in die Nervenheilanstalt in Eberswalde, wo er kurz vor Ende des Zweiten Weltkriegs starb.

## Ehrungen
Außer dem oben genannten Verdienstkreuz wurden Karl Jünemann weitere Auszeichnungen zuteil. Im „Namen des Preußischen Staatsministeriums“ bekam er am 19. November 1927 das Erinnerungszeichen für Verdienste um das Feuerlöschwesen. Postum, im Jahr 1947, erhielt der Kreuzungsplatz im Dorf Wandlitz den Ehrennamen Jünemann-Platz, und um den dreieckigen Platz herum wurden Linden gepflanzt. 
In der DDR-Zeit sorgte insbesondere der Wandlitzer Heimatforscher Walter Blankenburg (1901–1984) dafür, dass ein großer, in einer Wandlitzer Kiesgrube geborgener Findling auf diesen Platz transportiert wurde und den Namen des erfolgreichen Gemeindevorstehers Karl Jünemann eingemeißelt bekam. Die Gemeinde Wandlitz ließ den Stein in einer kleinen Feierstunde 1962 aufstellen. Nach der Wende verbesserte die neu gewählte Gemeindeverwaltung die Wahrnehmbarkeit des Platzes durch die Aufstellung von Bänken, die Anlage und Pflege von Blumenrabatten auf dem Platz sowie die zusätzliche Anbringung einer metallenen Gedenktafel mit der Inschrift „Karl Jünemann – Gemeindevorsteher 1910–1933“. 
Aufgrund der in den 1980er Jahren eröffneten Ortsumfahrung der Bundesstraße 273, die bis dahin direkt durch das Dorf geführt hatte, kommen aber selten Touristen oder Ausflügler hierher. 
Seit dem Jahr 2007 erfolgten weitere Aktivitäten der Gemeindeverwaltung. Der Platz und die Zufahrtsstraßen erhielten eine neue Straßenbeleuchtung, der Verkehrsweg wurde als ovaler Kreisverkehr neu geordnet, die Gesamtkosten betrugen rund 300 Tausend Euro.
Am Platz befindet sich eine Haltestelle der Linie 894 der Barnimer Busverkehrsgesellschaft.
Die Gemeindeverwaltung bereitet im Rahmen einer Stolpersteine-Aktion auch die Verlegung eines solchen vor dessen ehemaligen Wohnhaus in Wandlitz.